# 邁克·卡西迪
邁克·卡西迪（英語：Michael Cassidy，1983年3月20日—）是一位美國男演員。他最主要的作品有《逃離德黑蘭》、《幸福結局》、《橘郡風雲》等。

## 外部連結
- Michael Cassidy在互联网电影资料库（IMDb）上的資料（英文）